# Stochelo Rosenberg
Stochelo Rosenberg (Helmond, 19 februari 1968) is een Nederlandse gipsyjazzgitarist, sologitarist van het Rosenberg Trio.

## Biografie
Stochelo Rosenberg werd geboren in een woonwagenkamp. Hij was de eerste zoon van Mimer Rosenberg en Metz Grunholz. Hij heeft vier broers en een zus. Stochelo heeft twee zonen: Isaac en Pepito (Jazzy) en een dochter Brigett.
Stochelo Rosenberg begon met gitaarspelen op tienjarige leeftijd; vrij laat voor een jongen uit een familie die volledig bestaat uit muzikanten. Hij leerde gitaarspelen van zijn vader en zijn oom Wasso Grunholz, maar leerde het meest door te luisteren naar de opnamen van zijn held, Django Reinhardt. Toen hij 12 jaar oud was wonnen Stochelo en zijn neef Nous'che Rosenberg (slaggitaar) en Rino van Hooijdonk (sologitaar) de eerste prijs in het televisieprogramma Stuif es in. Verscheidene platenmaatschappijen waren geïnteresseerd, maar Stochelo's ouders wilden hun zoon buiten de schijnwerpers laten opgroeien. Hij speelde in deze jaren samen met Nous'che en diens broer Nonnie Rosenberg (contrabas) in kerken en op woonwagenkampen overal in Europa.
In het begin van zijn carrière speelde Stochelo op een Favino-gitaar, later kocht hij een oude Selmer-gitaar met nummer 504. Django Reinhardt speelde met een Selmer-gitaar nummer 503. Stochelo gebruikt D'Addario silk, stalen snaren en Galli-snaren.
In 1992 ontving hij een gouden gitaar van het magazine Guitarist als beloning voor het opnieuw populair maken van de akoestische gitaar.
Stochelo's favoriete nummer is Nuages.

## Discografie

### Albums

#### Met het Rosenberg Trio
| Album met eventuele hitnotering(en) in de Nederlandse Album Top 100 | Datum van verschijnen | Datum van binnenkomst | Hoogste positie | Aantal weken | Opmerkingen     |
| ------------------------------------------------------------------- | --------------------- | --------------------- | --------------- | ------------ | --------------- |
| Seresta                                                             | 1989                  | -                     |                 |              | Polydor         |
| Gipsy Summer                                                        | 1991                  | -                     |                 |              | Polydor         |
| Impressions                                                         | 1992                  | -                     |                 |              | Polydor         |
| Live at the North Sea Jazz Festival '92                             | 1992                  | -                     |                 |              | Polydor         |
| Caravan                                                             | 1994                  | -                     |                 |              | Polydor         |
| Gypsy Swing                                                         | 1995                  | -                     |                 |              | Polydor         |
| Noches Calientes                                                    | 1995                  | -                     |                 |              | Polydor         |
| 3 - O r i g i n a l s (compilatie eerste 3 albums)                  | 1998                  | -                     |                 |              | Polydor         |
| Sueños Gitanos                                                      | 2001                  | -                     |                 |              | Polydor         |
| Het beste van… (dubbel-CD)                                          | 2001                  | -                     |                 |              | Polydor         |
| Live in Samois (Tribute to Django Reinhardt)                        | 2003                  | -                     |                 |              | Universal Music |
| Louis van Dijk & The Rosenberg Trio                                 | 2004                  | -                     |                 |              | Pink            |
| Roots ft. Bernard Berkhout                                          | 2007                  | -                     |                 |              | Iris Music      |

#### Soloalbums
| Album met eventuele hitnotering(en) in de Nederlandse Album Top 100 | Datum van verschijnen | Datum van binnenkomst | Hoogste positie | Aantal weken | Opmerkingen |
| ------------------------------------------------------------------- | --------------------- | --------------------- | --------------- | ------------ | ----------- |
| Ready 'n Able                                                       | 2005                  | -                     |                 |              | Iris Music  |

#### Romane & Stochelo Rosenberg
| Album met eventuele hitnotering(en) in de Nederlandse Album Top 100 | Datum van verschijnen | Datum van binnenkomst | Hoogste positie | Aantal weken | Opmerkingen |
| ------------------------------------------------------------------- | --------------------- | --------------------- | --------------- | ------------ | ----------- |
| é l é g a n c e                                                     | 2000                  | -                     |                 |              | Iris Music  |
| Double jeu                                                          | 2005                  | -                     |                 |              | Iris Music  |

#### Three of a kind (Jan Kuiper, Stochelo Rosenberg enZoumana Diarra)
| Album met eventuele hitnotering(en) in de Nederlandse Album Top 100 | Datum van verschijnen | Datum van binnenkomst | Hoogste positie | Aantal weken | Opmerkingen |
| ------------------------------------------------------------------- | --------------------- | --------------------- | --------------- | ------------ | ----------- |
| Akasha                                                              | 2009                  | -                     |                 |              |             |